# Диксон (остров)
Остров Дѝксон (на руски: остров Диксон) е остров в южната част на Карско море, в североизточната част на Енисейския залив, в крайната северозападна част на Красноярски край на Русия. Разположен е западно от полуостров Таймир, от който го отделя протока Вега с ширина 1,5 km. Площ около 25 km2. Максимална височина 48 m в северната му част. Изграден е основно от диабази.
Открит е вероятно от руските първопроходци в началото на ХVІІ век по време на плаванията им надолу по Енисей до устието му и по-нататък към устието на Пясина. През 1875 г. норвежкият полярен изследовател Адолф Ерик Норденшелд, плавайки на кораба „Прьовен“ („Pröven“) по време на буря се укрива в дълбоко вдаващият се в острова от изток залив и то наименува в чест на шведския търговец и предприемач, спонсор на експедицията му Оскар Диксон (1823-1897). През 1878 г. Норденшелд разпространява названието на залива върху целия остров, а по-късно основаното селище на континенталния бряг срещу острова получава същото име. През 1915-1916 г. на острова е построена една от първите арктически радиостанции, а от 1916 г. функционира хидрометеорологична станция, на базата на които през 1930-те години са построени първите по Северния морски път арктически радиометеорологичен център и геофизическа обсерватория.

## Топографски карти
- Топографска карта S-44-ХХІ,ХХІІ, М 1:200 000[2]